# Miguel de Santiago
Miguel de Santiago (Quito, circa 1620-1633 - Ibídem, 5 de enero de 1706) fue un pintor nacido en la Real Audiencia de Quito (actual Ecuador), exponente de la Escuela Quiteña del siglo XVII.

## Primeros años

### Orígenes y familia

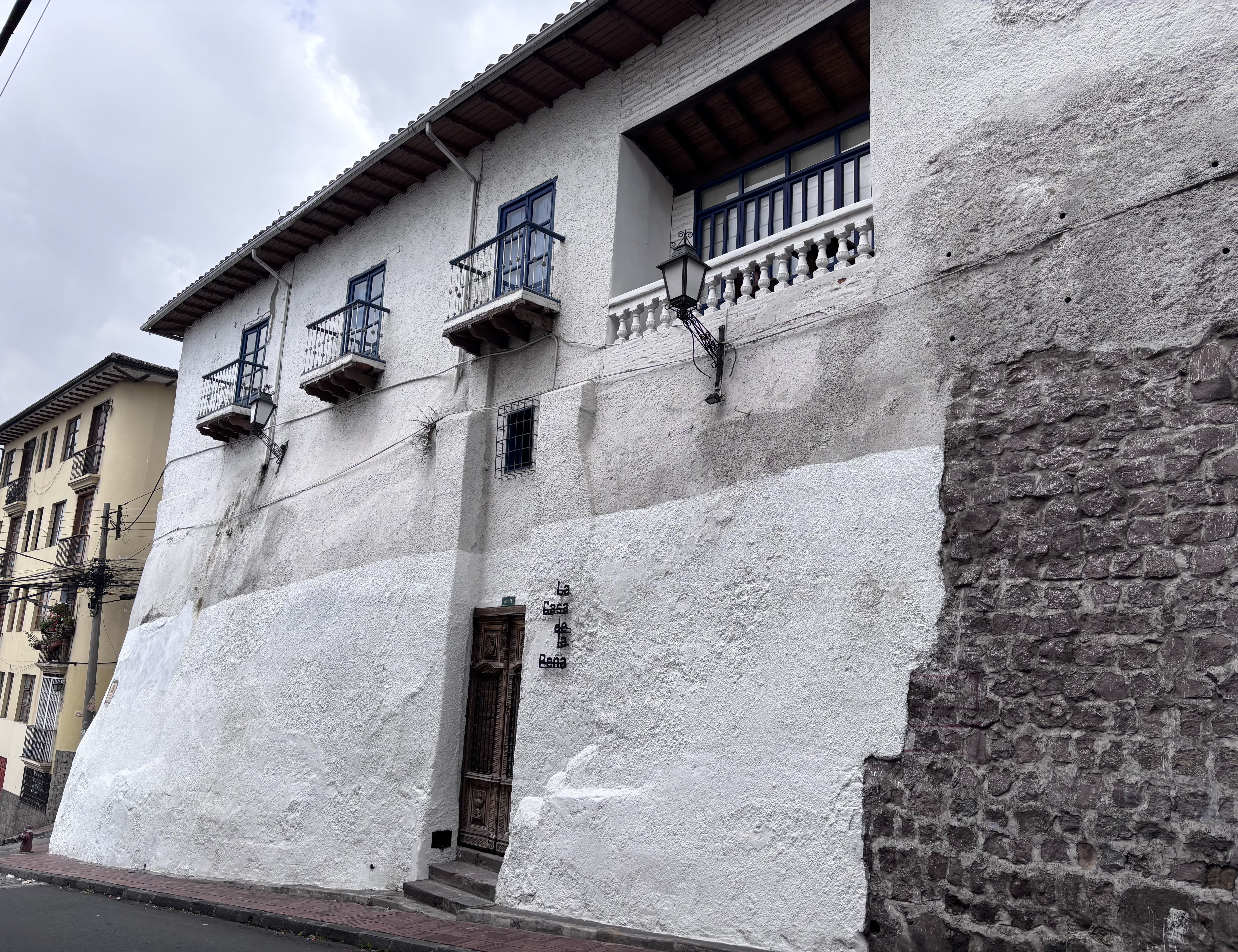
Casa de la peña

Nació en el barrio de Santa Bárbara de la ciudad de Quitoy vivió en la Casa de la Peña, ubicada en el barrio de San Juan de la misma ciudad. Miguel de Santiago era nieto de indios e hijo de los mestizos Lucas Vizuete y Juana Ruiz, quienes lo bautizaron con el nombre de Miguel Vizuete. Quedó huérfano de padres a temprana edad y luego fue adoptado por Hernando de Santiago, que era Regidor y Fiel Ejecutor del Cabildo de Riobamba, de quien tomó el apellido.
No se conocen mayores detalles de su niñez y juventud, ignorándose con certeza sus maestros de arte, aunque se dice que fue alumno de Hernando de la Cruz y que uno de sus discípulos era un indio franciscano de nombre Domingo. En sus primeros años trabajó también con Sánchez Gallque, autor del cuadro de Los Negros de Esmeraldas. Pero según Carmen Fernández-Salvador en su libro Arte colonial quiteño hay evidencias de que Santiago fue discípulo de Diego de Orozco, que consta en 1679 como indio pintor vecino de Quito.    
A los 20 años abrió su propio taller y se casó con Andrea de Cisneros y Alvarado, emparentada con Mariana de Jesús, primera santa ecuatoriana. Tuvo cuatro hijos, de los que solo sobrevivieron dos mujeres: Juana e Isabel de Santiago, quien siguió los pasos de su padre y se convirtió en una de las pocas pintoras de profesión en la ciudad. Juana por su parte le daría un nieto llamado Agustín. Tuvo una larga vida lo que hizo que experimente pérdidas de parientes como fueron además de sus hijos, a su esposa, su hija Juana y también a su yerno Antonio Egas. Además de ello, fue tío del también afamado pintor Nicolás Javier de Goríbar puesto que la madre de Miguel era Juana Ruíz y la abuela de Goríbar era Mariana Ruíz.

### Adopción y mecenazgo

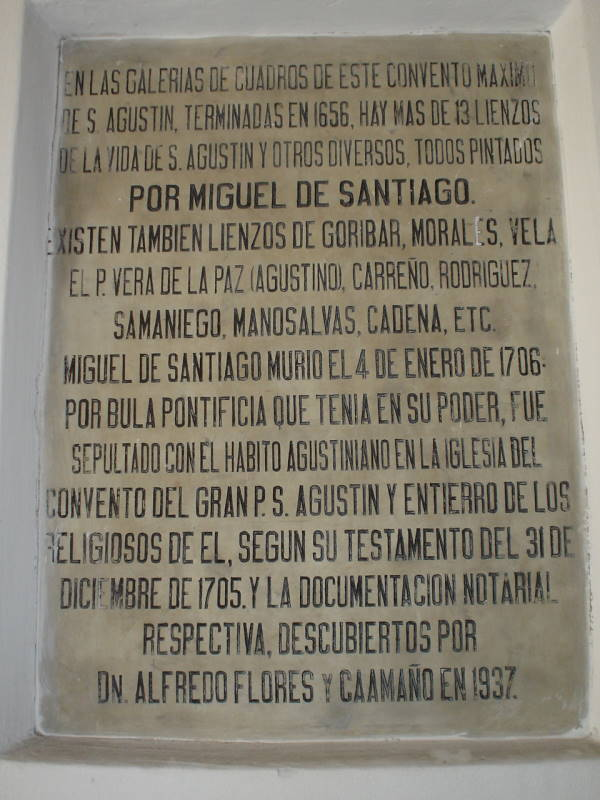
Placa conmemorativa en San Agustín

Su vida cambiaría radicalmente por dos sucesos de su juventud: la adopción legal y el mecenazgo. El primero sucedió cuando Hernando de Santiago lo adoptaría, por quien tendría el apellido por el cual es ahora conocido. Algo que no transmitió a las futuras generaciones al considerarlo ajeno (según sabemos por las declaraciones de su testamento), pero que debido a su fama terminaría marcando a Isabel de Santiago. Por otro lado, el mecenazgo de Basilio de Ribera le cambiaría su vida profesional. Según Rodríguez de Ocampo, autor de una "Relación" documento de informe acerca de distintos temas, cuenta que Basilio de Ribera fuer ordenado prior del Convento de Latacunga y tiempo después sería vicario provincial y cuando logró el título de teólogo existe constancia de una poesía de Antonio de Bastidas, renombrado escritor de ese tiempo. En 1666, el Padre Ribera en el segundo periodo de su Provincialato haría referencia a los cuadros realizados en el Convento de San Agustín donde muestra su aprecio por el joven pintor que acababa de descubrir y a quien apoyaría para el desarrollo de su carrera:

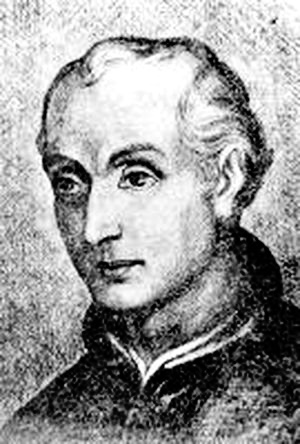
Hernando de la Cruz

Atendiendo, se decía, con el desvelo que vemos al adorno de la iglesia, prosigue cada día con más calor, no sólo en la erección de la portada, en que tantos meses se esmera el primor y el cuidado; pero también en el edificio interior. Pues acabado el de profundas, en breve veremos consumado el refectorio. Obras tan grandes, que ellas solas sirven de segundo claustro; tan fuertes y soberbias, que en su eminencia se hallan divididas muchas celdas con la capacidad del claustro primero, que admiramos ya perfeccionado: no sólo con todo el primor de la arquitectura pero con los esmeros y aliños que publica la fama, de tantos retablos, que acuerdan la vida de su gran padre agustino, ya con los ingeniosos atributos de sta mayor lumbrera de la iglesia, a donde los pinceles más delicados pudieran estudiar perfecciones; ya con la pila o fuente coronada del sol
Esto marcaría el inicio del impulso a la carrera de Santiago puesto que empezaría a adquirir fama, mientras al mismo tiempo el Padre Basilio de Ribera convertiría el convento en un taller de artes y oficios, en beneficio del pintor quien acababa de cumplir veinte años. De esta forma se establecería la fórmula que lo llevaría a destacar por sobre ningún otro artista de la Escuela Quiteña: la profunda formación del artista complementada con el patrocinio económico sobre cada lienzo. Las solicitudes de lienzos eran muchas veces la reproducción de artistas europeos que contribuían a la formación de Santiago. Sin haberlo planificado, empezó su formación a través de la imitación de maestros, siguiendo el modelo que se usaba entonces para preparar a los artistas en la península.

## Desarrollo de su carrera

### Agustinos, franciscanos y mercedarios
Aquí se daría su primer trabajo fue ordenado por el padre Basilio de Rivera, del convento de San Agustín, quien le encargó una serie de 14 cuadros sobre la vida del santo Obispo de Hipona. Esta colección, considerada una de las más importantes de la época, fue inspirada en unos grabados de Schelte à Bolswert (1624) que acababan de llegar de Europa. Cada cuadro está trabajado con figuras centrales que resaltan la composición, formada de estructuras arquitectónicas, paisajes y distancias atmosféricas. Tras este trabajo, Miguel de Santiago se convirtió en uno de los favoritos de los agustinos, y le valió fama también entre las familias más acaudalados de la época.
También fue el autor de la serie de pinturas acerca de la Doctrina Cristiana, realizadas alrededor del año 1670 y que en la actualidad se encuentra en el Museo Fray Pedro Gocial, de la Orden Franciscana de Quito. Esta serie se caracteriza porque a través de un programa visual elaborado, empieza a combinar cada uno de los lienzos representando las siete virtudes, pecados capitales, sacramentos y obras de la misericordia. Esto servía para la evangelización de la gente, en su mayoría analfabeta y que a través de sus cuadros no solo que aprendían historias bíblicas sino también doctrina cristiana. Una serie similar se encuentra en el Convento del Carmen en Cuenca. Según algunos críticos estos trabajos en paneles de madera fueron su preparación para lo que serían los lienzos del museo de San Francisco. Por la misma época inició una serie de pinturas para el convento de La Merced, los cuales fueron ordenados por fray Antonio de Onramuño, y a los que tituló "La doctrina cristiana". De esta forma empezaría a adquirir maestría sobre su arte, puliendo un talento innato que fue reconocido tempranamente y puesto en práctica en los principales conventos de la Real Audiencia de Quito.

### Retratos, blasones nobiliarios y fama

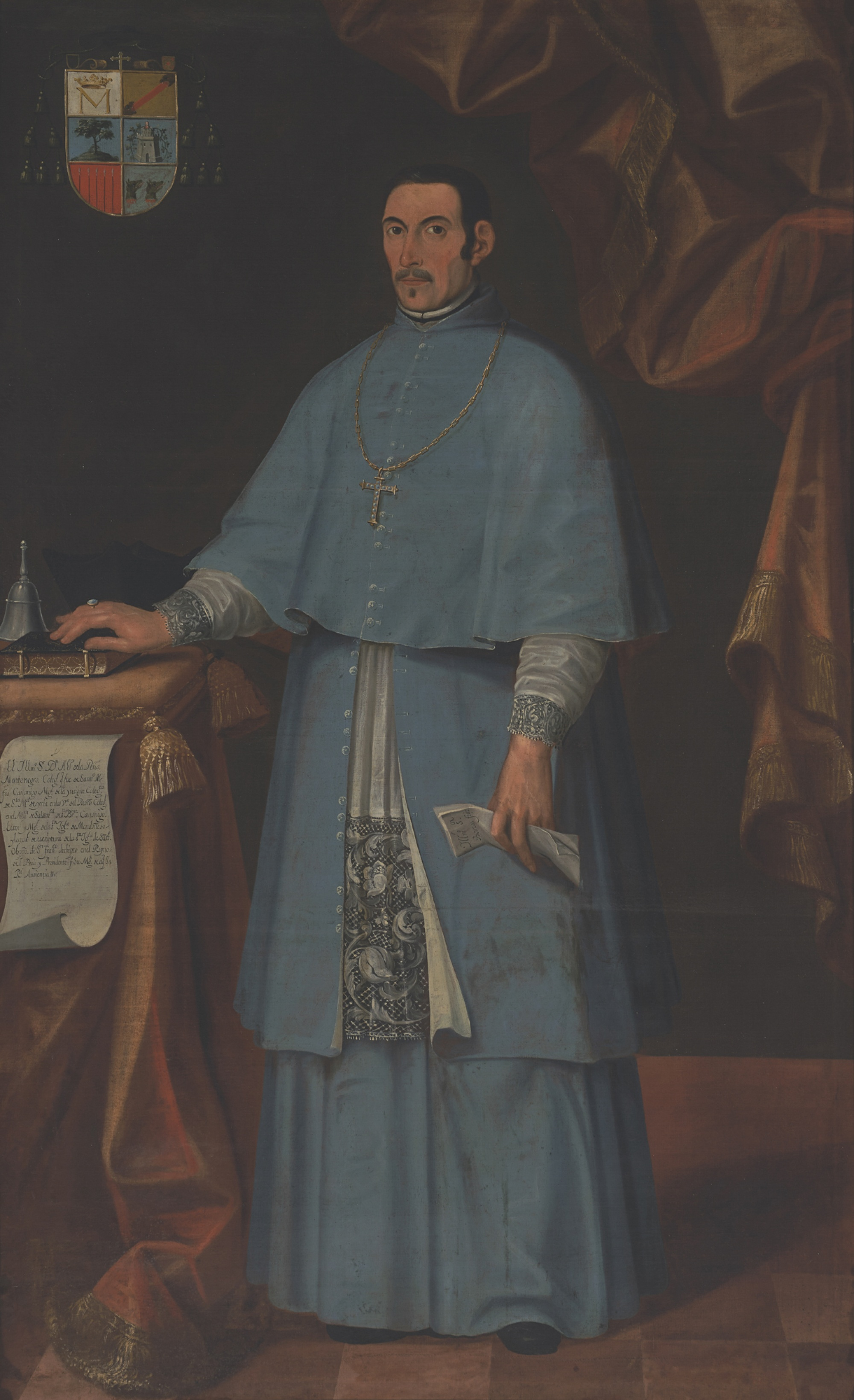
Obispo de Quito, Alonso de la Peña Montenegro quien patrocinaría su arte

La fama y el número creciente de cuadros iban permitiendo al pintor de origen humilde relacionarse con familias notables. Esto a su vez se convirtió en nuevos donantes, con blasón nobiliario, que financiaron nuevos cuadros. Dentro de las personas más importantes encontramos:
- Funcionarios de la Audiencia Pedro Vázquez de Velasco, Juan de Morales Aramburo y Luis José Mello de la Fuente
- Miembros de la Iglesia: Alonso de la Peña Montenegro, José de Borja, Fernando de Loma Portocarrera y Francisco de Velasco y Zúñiga
- Personas nobles: Francisco Ponce Castillejo, Francisco Álvarez Bortello, Gabriel de Avendaño y Zúñiga, Antonio de la Chica Cevallos, Pedro Montero de la Calle, Leonor de Saavedra y Monroy, Pedro Jiménez de Veles, Francisco Serrano Montero.

No solo las personas notables patrocinaron sus cuadros, también lo hicieron treinta y tres donantes más que hicieron constar su nombre en las obras de Miguel de Santiago. Algunos de ellos eran sacerdotes y otros seglares.
Su fama le llevó a la capital virreinal, Bogotá, donde conoció al pintor Gregorio Vásquez de Arce y Ceballos y le obsequió el cuadro "El Alabado", que hoy se exhibe en la iglesia de San Francisco, templo para el que también trabajó en una serie de once pinturas dedicadas al Ave María y que son consideradas una expresión del vínculo entre Quito y Bogotá. En esa ciudad también pintó una segunda serie titulada "Artículos de Fe" para la Catedral.
Según los cronistas Jorge Juan y Antonio de Ulloa, en su obra Noticias Secretas de América, varios lienzos de Miguel de Santiago fueron llevados a Europa, donde tenían gran acogida, sobre todo en la ciudad de Roma.

### Guápulo y el legado artístico
Después de la fama su carrera tendría ahora la oportunidad de construir un legado para las próximas generaciones a través de su trabajo en el Santuario de Nuestra Señora de Guápulo. Ahí colaboraría con grandes artistas de la Escuela quiteña como el arquitecto Antonio Rodríguez, los escultores Marcos Tomás Correa y Juan Bautista Menacho, el pintor y sobrino suyo Nicolás Javier Goríbar. Se encontraba Miguel de Santiago en la madurez de su carrera, pasando los cincuenta años cuando empezó a pintar los cuadros para Guápulo. Ahora sería un desafío distinto: representar los favores concedidos por la virgen desde la memoria de las personas beneficiarias. Es decir, en esta ocasión ya no había modelos y quedaba al criterio del artista la interpretación de los hechos, algo que lograría realizar con maestría y madurez. En total son doce lienzos que conformó el trabajo del artista en el Santuario.
Pintó la sacristía de la iglesia de Guápulo, donde dejó plasmados con gran realismo los paisajes andinos de la Audiencia de Quito. También se le atribuyen los exvotos que forman parte de la sacristía del santuario en donde se representan los milagros de la Virgen. Estos fueron realizados entre los años 1699 y 1706.

## Últimos días

### Devoción por la Virgen

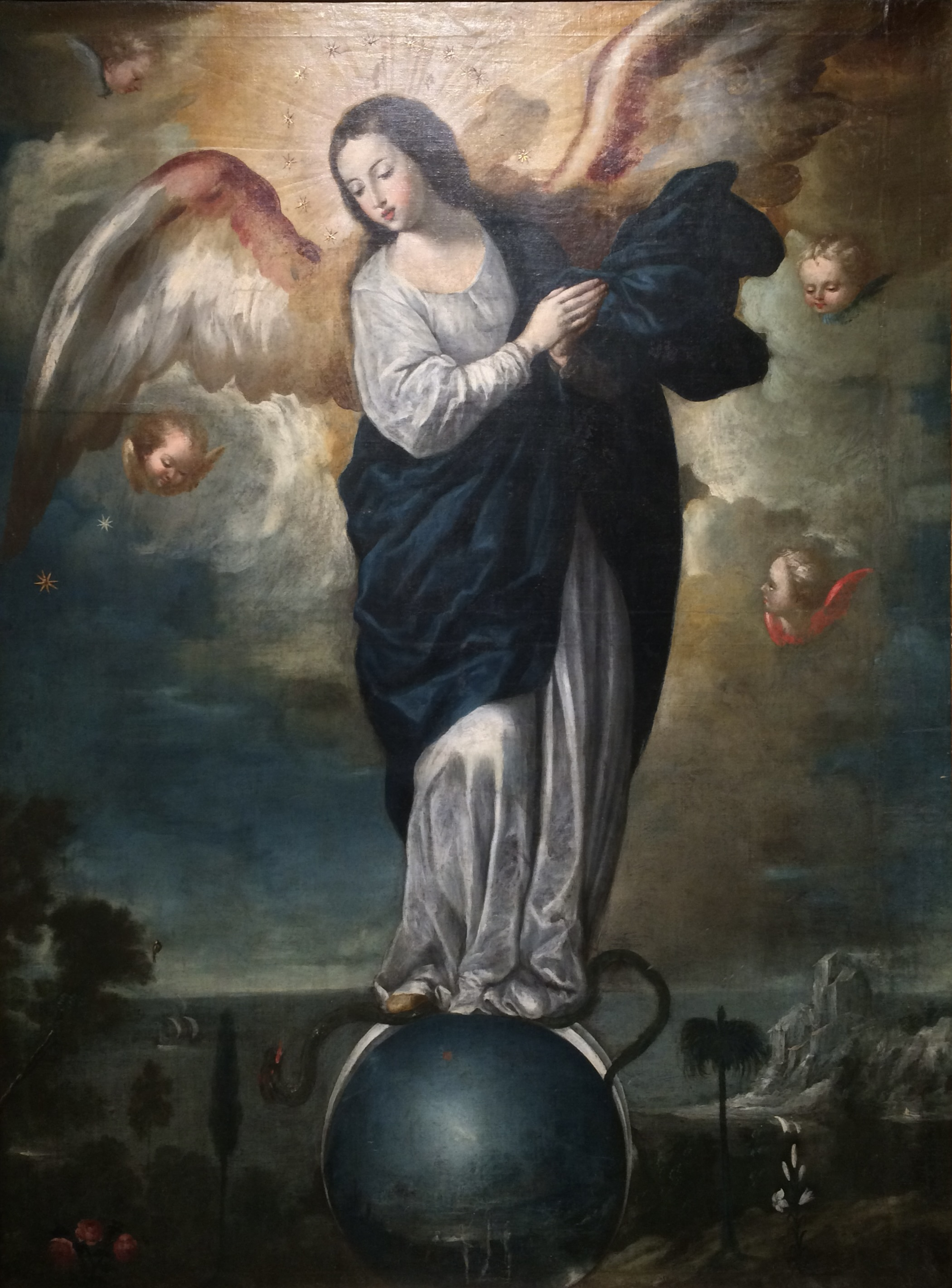
Virgen alada del Apocalipsis, en el MuNa, Quito.

Según su testamento, Miguel de Santiago era fiel devoto de la virgen, a quien representó en numerosas ocasiones, dedicó grandes esfuerzos a un santuario dedicado a ella en Guápulo y tendría una gran repercusión en el futuro de la Escuela Quiteña, a través de la representación de la Virgen del Apocalipsis. Sería una de estas pinturas las que servirían de inspiración para el escultor Bernardo de Legarda quien haría la famosa Virgen de Quito para el altar mayor de la Iglesia de San Francisco. Sería tanta la fama de estas vírgenes que su demanda aumentaría grandemente llenando de prestigio a la Escuela Quiteña durante el siglo XVIII. Además en su honor, el monumento más importante de Quito es una Virgen del Apocalipsis que se encuentra en el centro de la ciudad sobre un monte llamado panecillo. Es por él entonces que existe el principal símbolo de esta escuela artística que llenarían de fama a la Real Audiencia de Quito 

### Fallecimiento
Murió el 5 de enero de 1706, en la ciudad de Quito. Fue velado en su casa y enterrado en una capilla de la Iglesia de San Agustín, a la que tantos aportes había hecho a lo largo de su vida y donde vio el origen de su carrera artística. Dejó un testamento que conformó la fuente de primera mano de gran parte de sus datos biográficos como el nombre de sus padres. Le sucedió en su legado su hija, Isabel de Santiago quien se haría cargo de su taller, aunque también eso significó asumir las deudas que había incurrido su padre. Esto sin embargo lo enfrentó con sus cuadros que tenían mucho renombre y gran valor. 

## Técnica

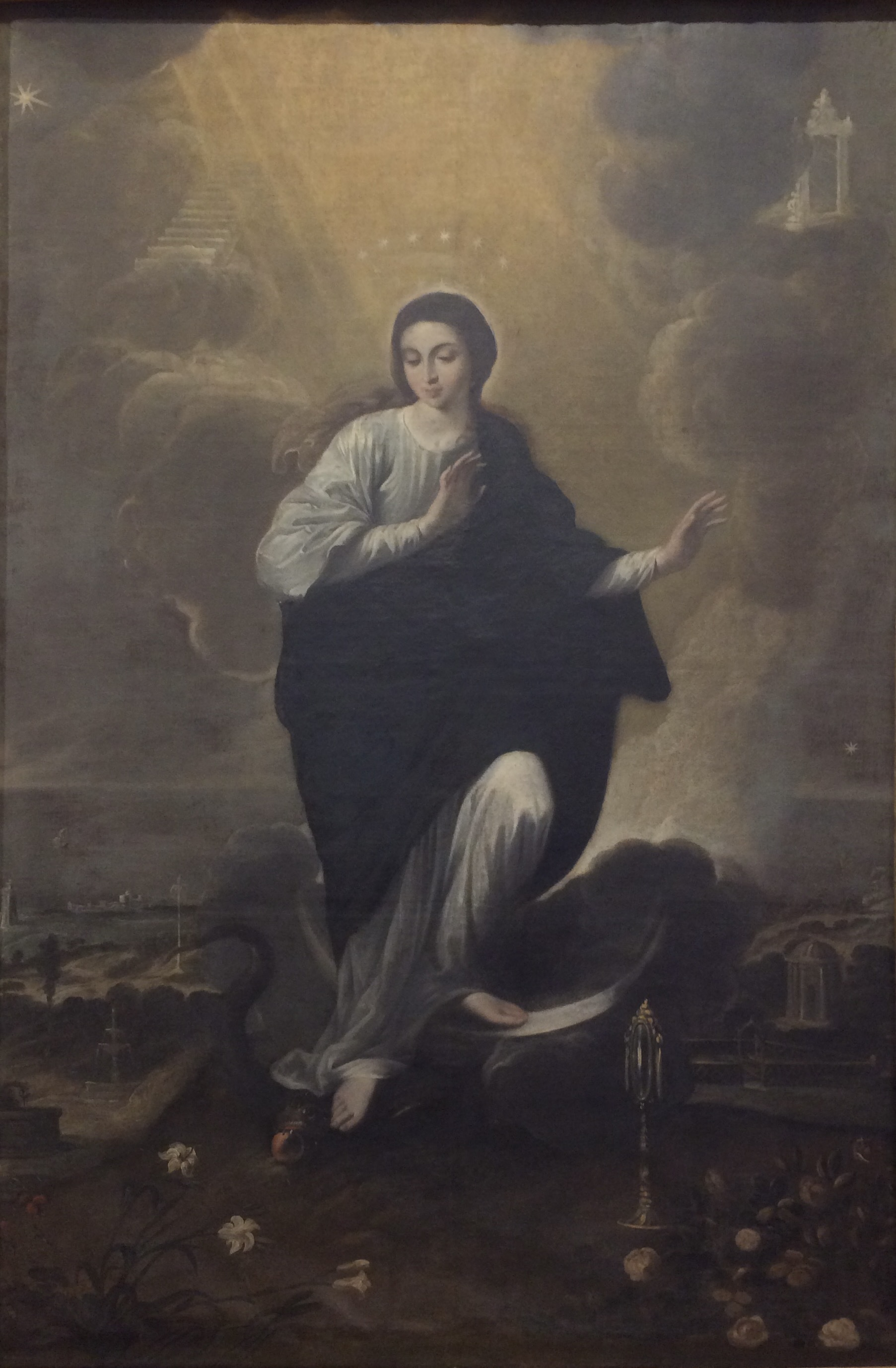
La Inmaculada (s. XVII), óleo sobre lienzo. Convento de San Agustín, Quito.

En su obra, considerada una de las más extensas y complejas del barroco americano, Miguel de Santiago representa el espíritu doctrinal de la época en la que vivió, pues en ella se ven representados los mandamientos, sacramentos, vicios y virtudes relacionados al mundo cristiano y su iconografía. Relacionó hábilmente el espacio de su trabajo pictórico con el adoctrinamiento de la iglesia católica, de modo que era asequible para el entendimiento de un público medianamente conocedor.
La técnica de trabajo de Santiago, según Juan y Ulloa, está hábilmente resumida también en su obra bajo la siguiente línea:

«el colorido de su obra es sobrio, usa tintes vegetales que él mismo mezcla, predominando los tonos grises, sombríos y el claroscuro»

Uno de los pigmentos que caracteriza la obra de Miguel de Santiago es el uso del azul esmalte que caracteriza el rostro de la Virgen en sus distintas representaciones. En sus cuadros, el dibujo no toma protagonismo y más bien recurre a la pintura directamente a través de manchas. Además trabajaba los elementos del cuadro desde el fondo. Muchas veces omitía pintar directamente el cabello y lo dejaba como parte del fondo, dando luz a través de ligeras veladuras, consiguiendo además resaltar el rostro. Otro rastro característico del autor fue su profundo conocimiento de la anatomía. Cuando retrataba ancianos por ejemplo, no solo representaba las arrugas de la piel sino que también buscaba mostrar a la piel más pegada a los huesos por la ausencia de músculo que es símbolo de juventud. Además, cuando representaba figuras humanas, no rehechas desde la mente, sino buscaba ser fiel a como lo capta la vista, con manchas que insinúan la realidad, con técnicas que en el futuro serían identificadas como impresionistas.

### Problemas de identificación de sus pinturas

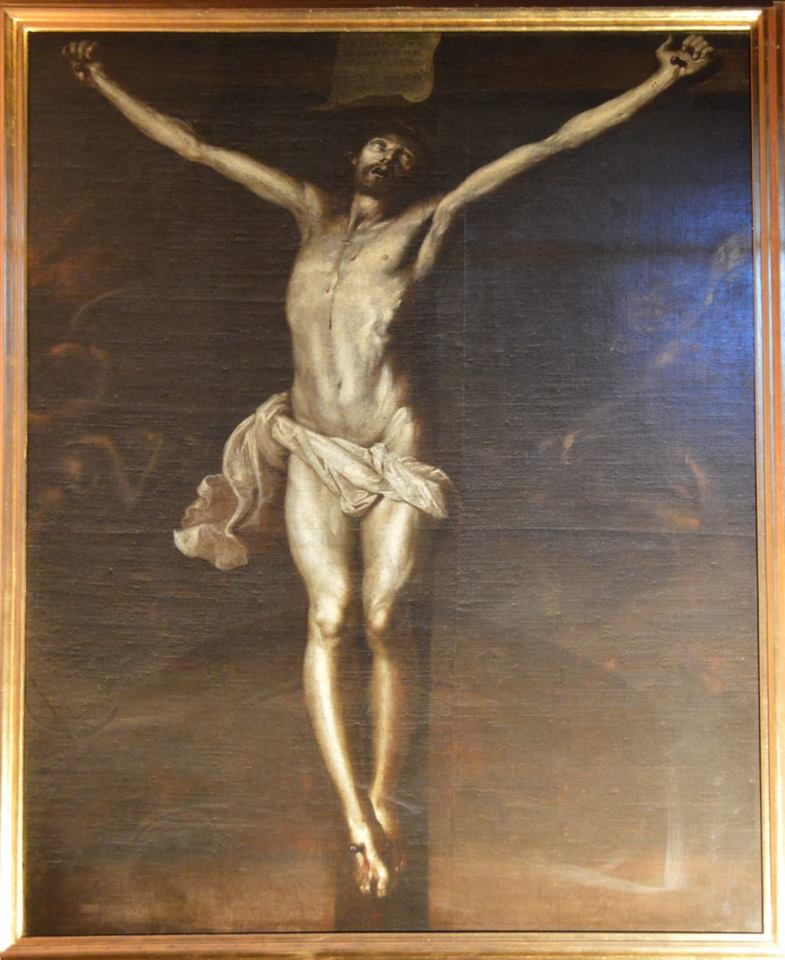
El Cristo de la Agonía, famoso por su rigor anatómico. Se exhibe en el Convento de los Descalzos, Lima

La popularidad de Miguel de Santiago hizo que muchos de sus cuadros sean atribuidos erróneamente por propietarios que decían haber adquirido uno original. Esto causa problemas para la crítica de su arte puesto que podría estarse enfocando en un autor equivocado, muchas veces de menor calidad, pero con una temática similar o incluso del mismo taller. Según Rita del Consuelo, historiadora del Instituto Nacional de Patrimonio de Ecuador, se estima que hay trescientos cuadros atribuidos a Miguel de Santiago pero que aproximadamente solo un tercio de ellos corresponde al pintor.
Además también existen cuadros que pintó junto a su hija Isabel de Santiago en conjunto. El caso más representativo fue el cuadro "La contemplación mística de San Agustín", que había sido originalmente atribuido a él, pero un examen más meticuloso de las siglas con las que está firmado logró determinar a Isabel como su autora. Esto se debió a que Miguel de Santiago firmaba en ocasiones "MdS", mientras que su hija "fYdS". Adifícil o que con el paso del tiempo es difícil diferenciar. 

## Leyendas
A Miguel de Santiago se le conoce como un hombre de carácter violento, sobre todo debido a ciertas leyendas sobre sus impulsos criminales, entre los cuales se destacan dos: el ataque a su esposa y el popularmente conocido como "El Cristo de la Agonía", que da nombre a una de las leyendas de Ricardo Palma, compendiadas en Tradiciones peruanas.

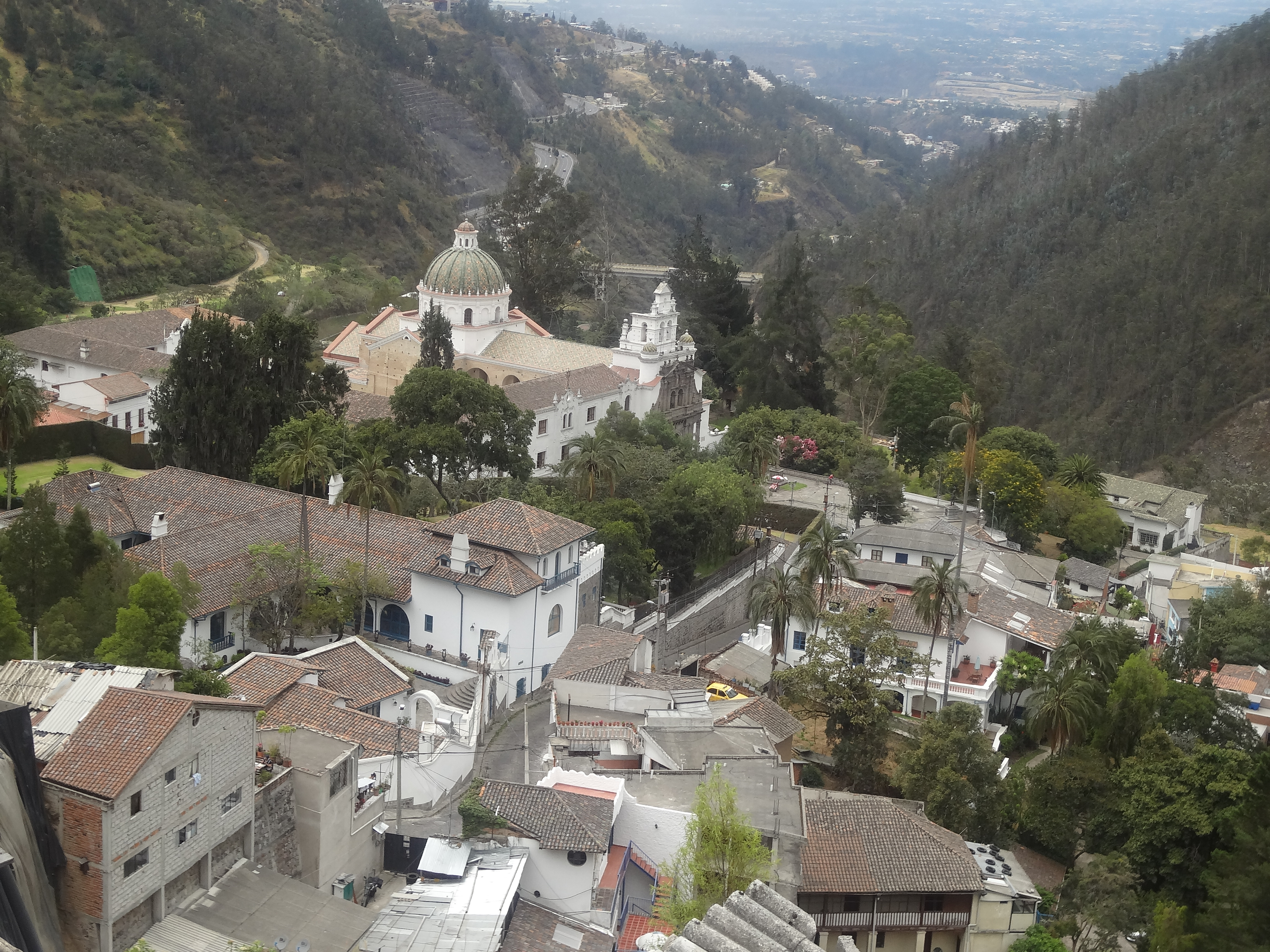
Santuario de Nuestra Señora de Guápulo

El primero cuenta que le encargó a su mujer el retrato terminado de un Oidor de la Audiencia, para que esta lo vigilase mientras él viajaba a Guápulo. Mientras la obra se secaba en el patio de la casa, y durante un momento de descuido de la mujer, un cerdo tumbó el caballete sobre el que descansaba el lienzo y este se ensució; asustada la mujer pidió a Nicolás Javier de Goríbar, uno de los mejores estudiantes de su esposo que lo arreglara. Al regresar Santiago, lo invadió una gran cólera al ver que su obra había sido retocada en el área de la mano; entonces despidió a su discípulo y atacó a su esposa con una espada, cortándole una oreja. Luego de esto llegó el Oidor a retirar su retrato, pero tuvo que marcharse debido a que Santiago tenía intenciones de matarlo también. Según algunas crónicas de la época, este hecho pudo ser cierto, pues Miguel de Santiago pidió asilo en el convento de San Agustín durante un tiempo, para así evitar un juicio que le había planteado su esposa, aunque no se sabe a ciencia cierta si se trató de este hecho.
La segunda leyenda, y la más popular, trata sobre un cuadro de Jesús crucificado que le encargaron los agustinos para su iglesia. Obsesionado con lograr una escena lo más realista posible, ató a uno de sus estudiantes a una cruz para copiar sus rasgos, pero no consiguiendo la cara de dolor que buscaba decidió atravesarlo con una lanza por el costado; logrando finalmente la expresión facial que tanto deseaba. Para cuando bajó a su estudiante de la cruz, este ya había fallecido. El cuadro pintado de ese modo, titulado "El Cristo de la Agonía", podría ser según algunos el Cristo a la columna del Museo de Arte Colonial, de Quito. Se dice que el asilo que le dieron los agustinos en su convento puede estar más relacionado con este hecho que con el ataque a su esposa. De acuerdo a la leyenda, estos hechos habrían tomado lugar en su hogar, la actual Casa de la Peña, ubicado en el barrio de San Juan